# Westerend-Harich
Westerend-Harich of kortweg Westerend (Fries: Westerein Harich of Westerein) is een buurtschap en gebied in de streek Gaasterland in de gemeente De Friese Meren, in de Nederlandse provincie Friesland. De buurtschap ligt ten zuidwesten van Balk en Harich, halverwege Harich en Bakhuizen. De naam doelt op het westelijke einde (van Harich). In het gebied ontwikkelde zich uiteindelijk een buurtschap. De toevoeging Harich wordt gebruikt ter onderscheiding van andere plaatsen met de naam Westerend in de omgeving.
De buurtschap ligt aan de straat Westerein. Ten zuiden van Westerend ligt het natuurreservaat Wyldemerk en de Hippische Sportvereniging Gaasterland, dat in 1937 werd opgericht als de Landelijke rijvereniging Gaasterland.
De buurtschap ligt op een lage rug tussen enerzijds in het noorden de Venenpolder, voorheen de Westerenderpolder en anderzijds de Nieuwewegspolder ten zuiden. Ten noorden van de buurtschap loopt het water De Rien. De buurtschap bestaat voornamelijk uit verspreid liggende boerderijen. In het westen zit een kleine camping aan de Westerein en even verderop nog een dierenpension.
Hoofdplaats: Joure     Stad: Sloten

Dorpen en gehuchten: Akmarijp · Bakhuizen · Balk · Bantega · Boornzwaag · Broek · Delfstrahuizen · Dijken · Doniaga · Echten · Echtenerbrug · Eesterga · Elahuizen · Follega · Goingarijp · Harich · Haskerhorne · Idskenhuizen · Kolderwolde · Langweer · Legemeer · Lemmer · Mirns · Nijehaske · Nijemirdum · Oldeouwer · Oosterzee · Oudega · Oudehaske · Oudemirdum · Ouwster-Nijega · Ouwsterhaule · Rijs · Rohel · Rotstergaast · Rotsterhaule · Rottum · Ruigahuizen · Scharsterbrug · Sint Nicolaasga · Sintjohannesga · Snikzwaag · Sondel · Terhorne · Terkaple · Teroele · Tjerkgaast · Vegelinsoord · Wijckel

Buurtschappen: Ballingbuur · Bargebek · Boornzwaag over de Wielen · Brekkenpolder · Commissiepolle · De Rijlst · Delburen · Finkeburen · Heide · Hooibergen · Nieuw Amerika · Onland · Schoterzijl (deels) · Schouw · Spannenburg · Tacozijl · Trophorne · Tweehuis · Vierhuis · Vrisburen · Westerend-Harich · Zevenbuurt

Friesland: Steden en dorpen      Nederland: Provincies · Gemeenten